# Колумбийско-никарагуанские отношения
Колумбийско-никарагуанские отношения - двухсторонние дипломатические отношения между Республикой Колумбия и Республикой Никарагуа.

## История

### Война в Центральной Америке
В 1985 году, во время сандинистской революции в Никарагуа, Колумбия во главе с президентом Белисарио Бетанкуром входила в состав группы Контадора наряду с Панамой, Мексикой и Венесуэлой. Группа, поддерживаемая Организацией Объединенных Наций, намеревалась содействовать миру в Сальвадоре, Никарагуа и Гватемале, которые были охвачены внутренними вооруженными конфликтами.

### Архипелаг Сан-Андрес и морской спор
Колумбия считала, что Договор Эсгуэрры-Барсенаса, подписанный между 1928 и 1930 годами, подтверждает их притязания на суверенитет над островами.
Никарагуа считала договор Эсгуэрра-Барсенаса недействительным и утверждала, что на момент его подписания Никарагуа подверглась вторжению со стороны Соединенных Штатов. Она также апеллировала к Боготскому пакту 1948 года, в соответствии со статьей 31 которого обе страны согласились соблюдать требования Международного суда (МС). Колумбия считает этот пакт недействительным, поскольку в статье 6 того же документа указано, что пакт не будет применяться к ранее разрешенным спорам, связанным с договором Эсгуэрра-Барсенас.

### Дело в Международном суде
6 декабря 2001 года Никарагуа подала жалобу против Колумбии в Международный суд (МС) в попытке разрешить спор.
Президент Никарагуа Даниэль Ортега также заявил, что Колумбия находится слишком далеко от Сан-Андреса, чтобы обладать суверенитетом над ними, а также обвинил Колумбию в "империализме" и "экспансионизме". 12 декабря 2007 года Ортега также приказал никарагуанским военным быть готовыми к конфликту с Колумбией. Колумбийское правительство ответило, что оно будет ждать резолюции Международного суда и собирается игнорировать Ортегу.
13 декабря 2007 года Международный суд Оон должен был вынести решение в 10 часов утра. Суд наконец завершил давний спор в пользу Колумбии по поводу суверенитета над архипелагом Сан-Андрес, но также заявил, что обладает юрисдикцией в отношении других аспектов морского спора.
19 ноября 2012 года Международный суд вынес решение по этому делу, поддержав суверенитет Колумбии над Сан-Андрес-и-Провиденсией и другими спорными островами. Она также установила морские границы, выделив Никарагуа около 40% морской территории к западу от Сан-Андреса.
В сентябре 2021 года Международный суд ООН заслушал Никарагуа и Колумбию по "предполагаемым нарушениям суверенных прав и морских пространств в Карибском море". Никарагуа утверждает, что Колумбия не хочет выполнять решение Международного суда, в то время как Колумбия утверждает, что Никарагуа нарушает "неотъемлемые права" Райзалов.

### Неразрешенный морской спор
Колумбийская газета El Espectador заявила, что Никарагуа может таким образом получить территорию, инициировав новое судебное разбирательство по урегулированию морских границ, которые ранее не были установлены ни в одном из соглашений или договоров, а также в банках Ронкадор, Китасуэн и Серрана. Что касается этого, Колумбия использовала в качестве границы меридиан 82 °, в то время как Никарагуа хочет расширяться и приобретать территорию.
Бывший президент Колумбии Альваро Урибе и министр иностранных дел Фернандо Араужо заявили, что Колумбии необходимо доказать, что банки также являются частью Колумбии. Президент Урибе сказал, что на момент подписания договора Эсгуэрра-Барсенас в отношении берегов ничего не было оговорено, потому что Колумбия оспаривала их у Соединенных Штатов в вопросе о суверенитете над ними, но не потому, что Никарагуа претендовала на них, и указал, что Колумбия уже проявила щедрость по отношению к Никарагуа, уступив Москито-Кост, на который ранее претендовала Колумбия.